# Mayans M.C.
Mayans M.C. ist eine US-amerikanische Dramaserie über den fiktiven Motorradclub Mayans Motorcycle Club und ein Spin-off zur Serie Sons of Anarchy (SOA), die zum ersten Mal am 4. September 2018, einen Tag nach dem zehnjährigen Jubiläum der ersten SOA-Folge in den USA auf dem Sender FX ausgestrahlt wurde.

## Handlung
Mayans M.C. spielt chronologisch zweieinhalb Jahre nach dem Ende der Mutterserie SOA und konzentriert sich auf den Mayans Motorcycle Club an der fiktiven kalifornischen Grenzstadt Santo Padre. Der frisch aus der Haft entlassene Ezekiel „E.Z.“ Reyes [gesprochen: „Easy“], Sohn einer stolzen Latino-Familie, deren amerikanischer Traum durch Kartell-Gewalt ausgelöscht wurde, lebt als Anwärter (Prospect) beim Mayans M.C. ein Leben, das für ihn nie vorgesehen war, vor dem er aber nicht entfliehen kann. Erneut geht es um Themen wie Freundschaft und Loyalität. Ähnlich wie in der Vorgängerserie enden auch in „Mayans MC“ die Versuche der Protagonisten, aus dem Gang-Leben auszubrechen in Gewalt, Blut und Tod.

## Figuren
Ezekiel „E.Z.“ Reyes ist auf die schiefe Bahn geraten und will sich nun den Mayans von Santo Padre anschließen. Er ist schlau und gebildet, doch seine Vergangenheit und sein Wunsch nach Rache für den Tod seiner Mutter treiben ihn nach einem Gefängnis-Aufenthalt schnell zurück in die Welt der Kriminalität.
Angel Reyes ist der Bruder von E.Z. und trägt bereits mit Stolz die Kutte der Mayans. Von seiner stolzen Familie wurde Angel immer als weniger wertig erachtet, was ihn zu einem Menschen machte, der wenig liebt und noch weniger vertraut.
Felipe Reyes war einmal der stolze Patriarch der Reyes-Familie. Doch die Gewalt an der Grenze zwischen den USA und Mexiko hat ihn gebrochen. Nun versucht er verzweifelt, seine Söhne von Gewalt und Kriminalität fernzuhalten und auf den Pfad eines anständigen Lebens zu führen.
Obispo „Bishop“ Losa ist der Anführer des Mayans M.C. in Santo Padre und der Cousin des Gründers der Mayans, Marcus Alvarez (Emilio Rivera). Alvarez schickte seinen loyalen wie tödlichen Cousin in das vom Galindo-Kartell regierte Grenzgebiet zwischen Kalifornien und Mexiko, um dort ein Charter der Mayans aufzubauen und zu leiten.

## Besetzung und Synchronisation
Die deutsche Synchronisation entsteht nach Dialogbüchern und unter der Dialogregie von Martin Keßler durch die Synchronfirma Arena Synchron GmbH in Berlin. Keßler war bereits für die Mutterserie Sons of Anarchy verantwortlich. Diesmal schreibt er die Dialogbücher zusammen mit Hans-Achim Günther.

### Hauptdarsteller
| Rollenname             | Schauspieler       | Bild | Hauptrolle (Folgen) | Synchronsprecher |
| ---------------------- | ------------------ | ---- | ------------------- | ---------------- |
| Ezekiel „E.Z.“ Reyes   | J. D. Pardo        |      | 1.01–5.10           | Simon Derksen    |
| Angel Reyes            | Clayton Cardenas   |      | 1.01–5.10           | Leonhard Mahlich |
| Felipe Reyes           | Edward James Olmos |      | 1.01–5.09           | Axel Lutter      |
| Emily Thomas           | Sarah Bolger       |      | 1.01–5.10           | Alice Bauer      |
| Obispo „Bishop“ Losa   | Michael Irby       |      | 1.01–5.10           | Johann Fohl      |
| Luisa „Adelita“ Espina | Carla Baratta      |      | 1.01–5.08           | Lara Trautmann   |
| Michael „Riz“ Ariza    | Antonio Jaramillo  |      | 1.01–2.09           | Tim Knauer       |
| Che „Taza“ Romero      | Raoul Trujillo     |      | 1.01–4.09, 5.08     | Torsten Münchow  |
| Johnny „Coco“ Cruz     | Richard Cabral     |      | 1.01–4.05           | Asad Schwarz     |
| Miguel Galindo         | Danny Pino         |      | 1.01–5.10           | Norman Matt      |

### Nebendarsteller
| Rollenname              | Schauspieler      | Bild               | Nebenrolle (Folgen) | Synchronsprecher   |
| ----------------------- | ----------------- | ------------------ | ------------------- | ------------------ |
| Marcus Alvarez          | Emilio Rivera     |                    | 1.01–5.10           | Abelardo Decamilli |
| Gemma Teller Morrow     | Katey Sagal       | Katey Sagal (2010) | 1.01                | Traudel Haas       |
| Antonia Pena            | Alexandra Barreto |                    | 1.04–1.05, 1.10     | Ranja Bonalana     |
| Lincoln Potter          | Ray McKinnon      |                    | 1.06–5.10           | Marcus Off         |
| Chuck „Chucky“ Marstein | Michael Ornstein  |                    | 1.01–4.10           | Stefan Gossler     |

## Entwicklung
Der Schöpfer von Sons of Anarchy, Kurt Sutter, hatte bereits im August 2015 die Idee eines Spin-offs verkündet, das den Fokus auf die Mayans legen solle. Im Mai 2016 hieß es dann, dass der amerikanische Sender FX das Drehbuch für eine Pilotfolge rund um die Latino-Biker-Gang bestellt hat und Anfang Dezember 2016 wurden dann die Dreharbeiten der Pilotfolge in Auftrag gegeben. Die Produktion und der Dreh waren für März 2017 angesetzt worden. Als Schauspieler waren neben Jacqueline Obradors, John Ortiz, Sarah Bolger, Raymond Cruz und Maurice Compte, Edward James Olmos sowie J. D. Pardo in den Hauptrollen vertreten.
Nachdem FX im Juli 2017 die erste Pilotfolge von Regisseur Elgin James abgelehnt hatte, wurde das Spin-off umgeschrieben und neu besetzt. Der ursprüngliche Co-Regisseur Norberto Barba fungierte nun als Regisseur und Executive Producer der neuen Pilotversion, in der zumindest ein Teil des ursprünglichen Casts erhalten blieb. Franchise-Schöpfer Kurt Sutter blieb nach wie vor als Autor an Bord.
Am 20. Oktober bestätigte Kurt Sutter, dass die Dreharbeiten zur zweiten Pilotversion begonnen haben, für deren Hauptcast unter anderen Danny Pino, Raoul Trujillo, Michael Irby, Richard Cabral und Carla Baretta verpflichtet wurden.
Im Januar 2018 gab FX der Serie grünes Licht für die Produktion einer zehnteiligen ersten Staffel bekannt, die direkt an das Ende von Sons of Anarchy anknüpfen soll.
Im Oktober 2018 bestellte FX eine zweite Staffel der Serie. Noch vor der Ausstrahlung gab Serienerfinder Kurt Sutter seinen Ausstieg aus der Serie bekannt. Die zweite Staffel wurde vom 3. September 2019 bis 5. November 2019 in den USA ausgestrahlt.
Am 6. November 2019 bestätigte FX, dass die Serie um eine dritte Staffel erweitert wird, welche vom 16. März 2021 bis 11. Mai 2021 in den USA ausgestrahlt wurde. Trotz der Querelen hinter den Kulissen (Kurt Sutter wurde als Showrunner gefeuert und Elgin James übernimmt jetzt seinen Part), war Mayans M.C. die erfolgreichste Serie im US-amerikanischen Kabel-/Pay-TV.
Im Mai 2021 wurde die Serie um eine vierte Staffel erweitert, die seit dem 19. April 2022 in den USA ausgestrahlt wird, und seit dem 9. August 2022 in Deutschland auf Sky Atlantic.
Am 24. Juli 2022 gab FX bekannt, dass die Serie um eine 5. Staffel erweitert wird.
Im Januar 2023 wurde bekannt, dass die Serie nach der 5. Staffel enden wird.